# Szkoła Podstawowa nr 3 im. Mikołaja Kopernika w Wieliczce
Szkoła Podstawowa nr 3 im. Mikołaja Kopernika w Wieliczce – publiczna szkoła podstawowa im. Mikołaja Kopernika znajdująca się na osiedlu Henryka Sienkiewicza 26 w Wieliczce. W czerwcu 2022 roku szkoła obchodziła swoje 150-lecie.

## Lokalizacja
Szkoła Podstawowa nr 3 im. Mikołaja Kopernika w Wieliczce znajduje się w centrum Wieliczki. Znajduje się na osiedlu Henryka Sienkiewicza pod numerem 26. Obok szkoły znajduje się przystanek autobusowy Wieliczka Mediateka, z którego odjeżdża m.in. linia 304, łącząca Wieliczkę z Krakowem.

## Władze szkoły
Dyrektorem szkoły jest mgr Elżbieta Obal-Dyrek. Wicedyrektorami szkoły jest mgr Wioletta Włoch oraz mgr Anna Nędza (2022).

## Historia
Szkoła istnieje od roku 1872 jako tzw. Szkoła Wydziałowa. Informacje dotyczące powstania szkoły i początków jej działalności zostały zapisane w „Kronice szkoły”, która została założona jeszcze wcześniej niż powstała szkoła. Pierwsze opisy dokonane przez ówczesnego dyrektora czteroklasowej szkoły miejskiej zwanej Szkołą Główną Johanna Mohnhoupta pochodzą z roku 1865. Zostały zapisane w języku niemieckim.

## Rozbudowa szkoły
W wakacje 2022 roku szkoła rozpoczęła swoją rozbudowę. Rada Miejska zdecydowała już o zwiększeniu – o ok. 1,8 mln zł – kwoty przeznaczonej na tę inwestycję. Prace będą finansowane w całości z budżetu gminy Wieliczka.

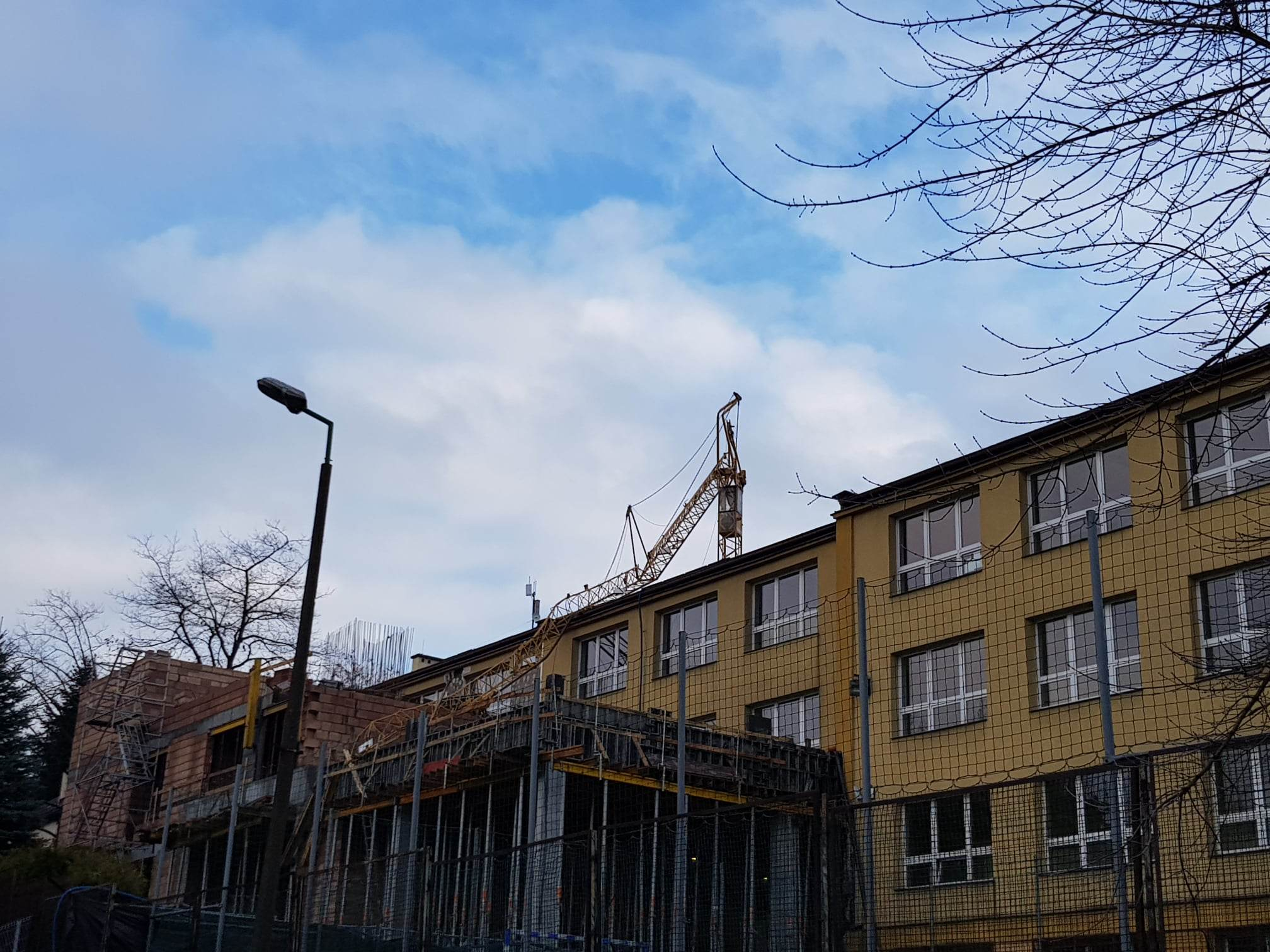
Żuraw po wypadku z 16 stycznia 2023

16 stycznia 2023 roku doszło do wypadku w którym na dach szkoły przewrócił się żuraw budowlany. Ranny został jeden z pracowników budowy w wieku około 35 lat który w momencie wypadku znajdował się na dachu szkoły. Pracownik doznał obrażeń całego ciała, między innymi rąk i kręgosłupa. Ramię żurawia złamało się podczas wylewania betonu.

## Mural na szkole
W 2021 roku obok boiska szkolnego na elewacji szkoły namalowano mural ze specjalnych farb, które oczyszczają powietrzę. Mural został stworzony w ramach ogólnopolskiej akcji „Ściany płucami miast” która ma na celu propagowanie ochrony środowiska i ekologii.

## Galeria

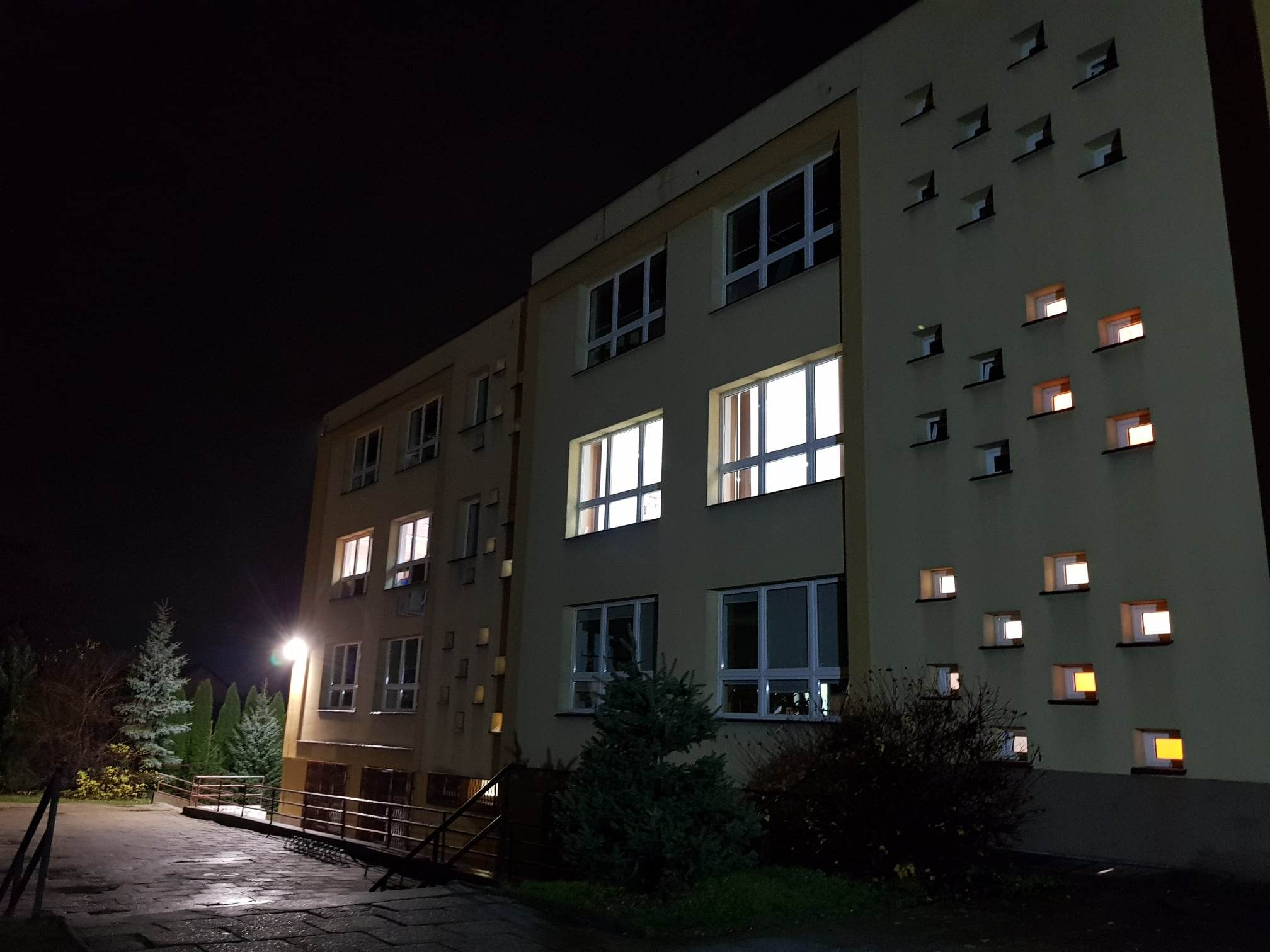
Szkoła w nocy
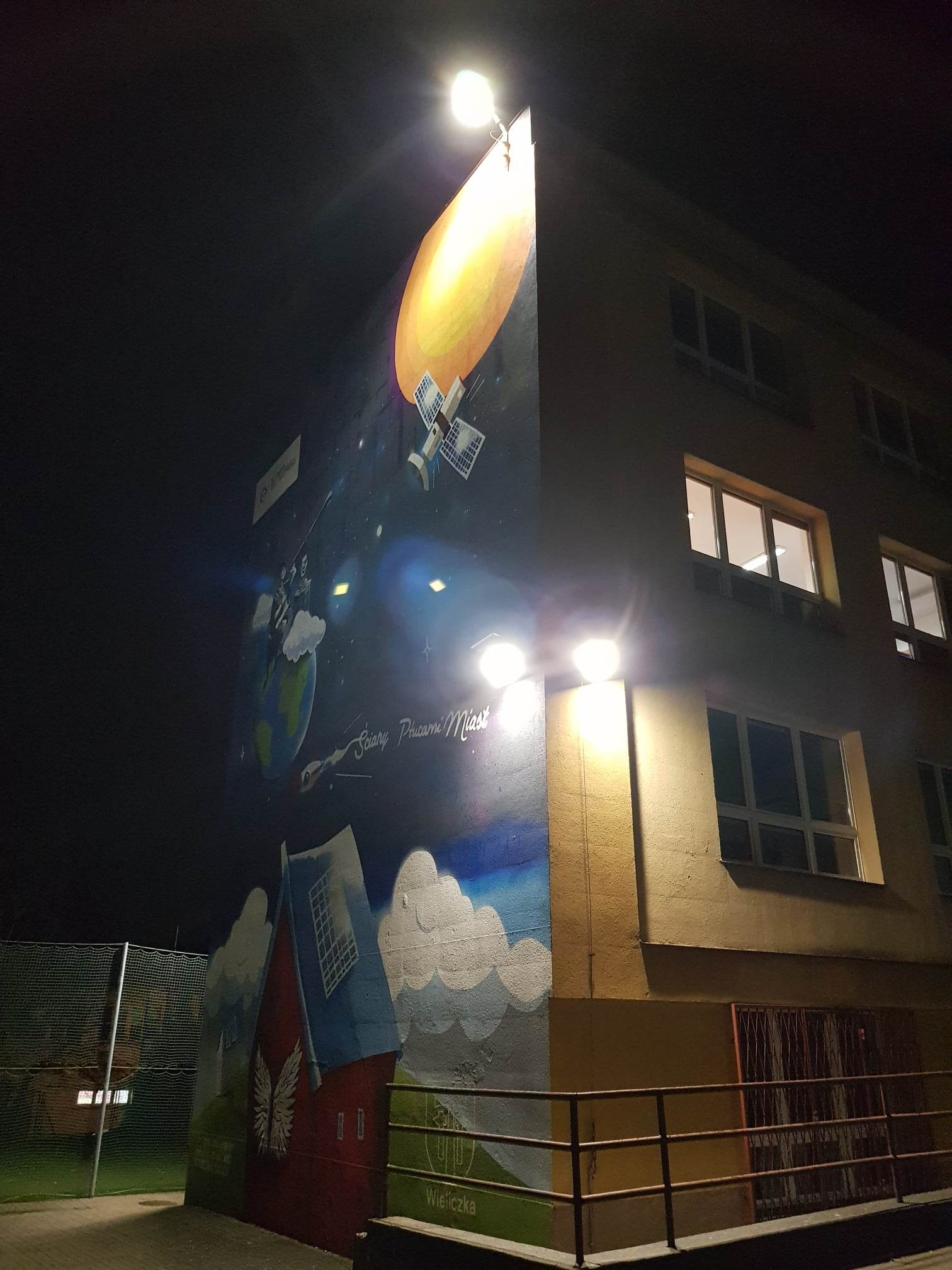
Mural na szkole
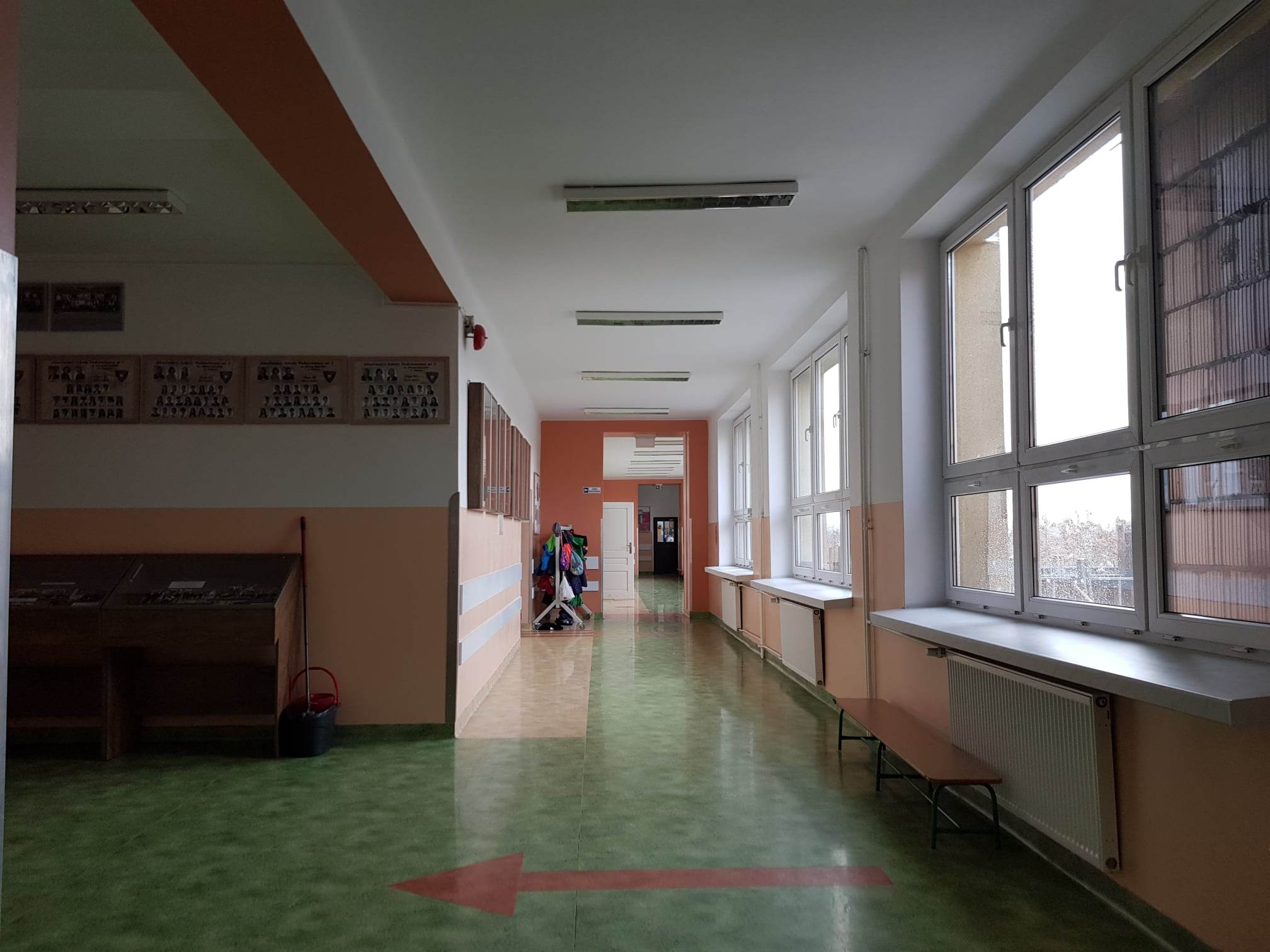
Pierwsze piętro szkoły
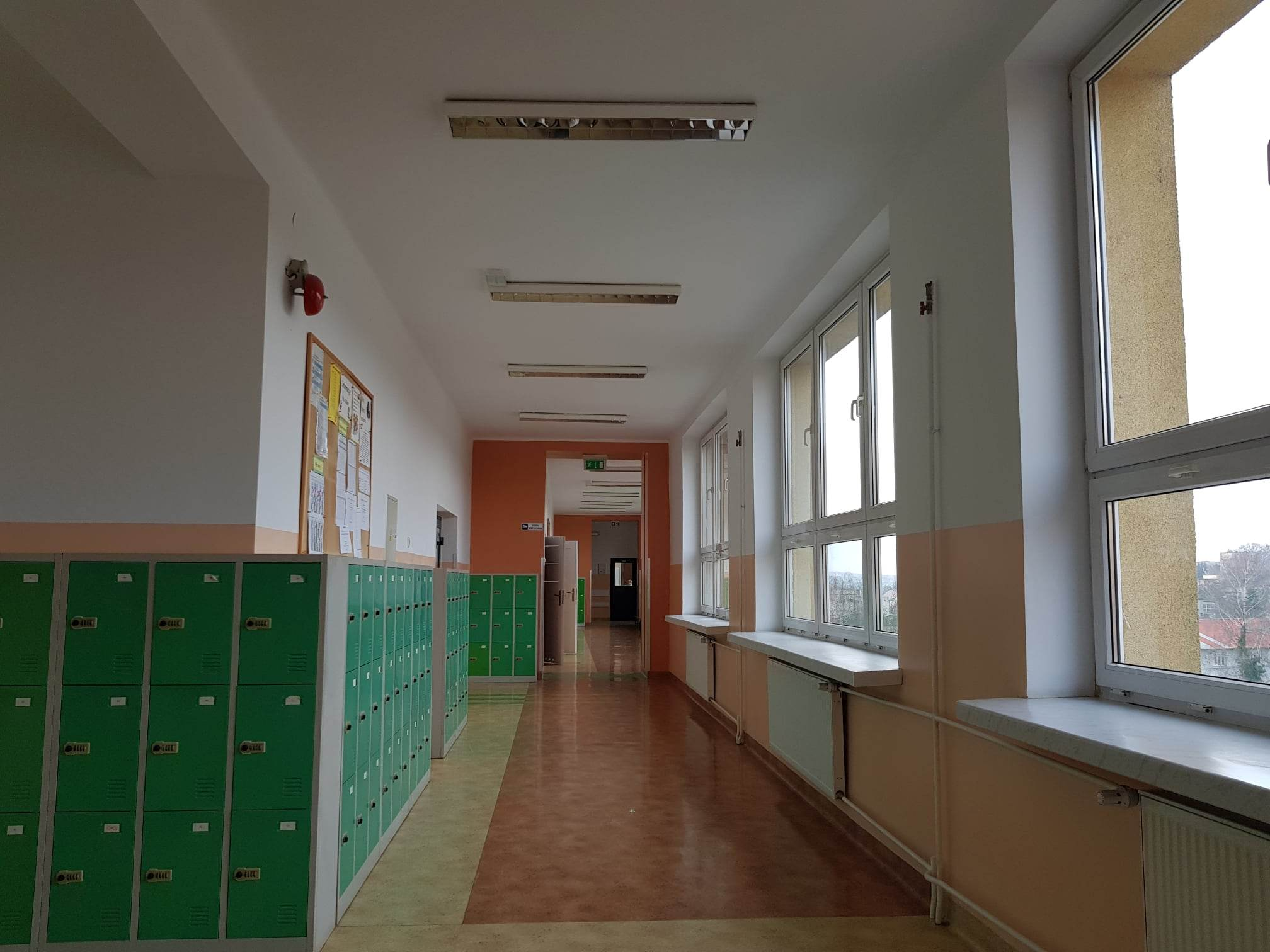
Drugie piętro szkoły
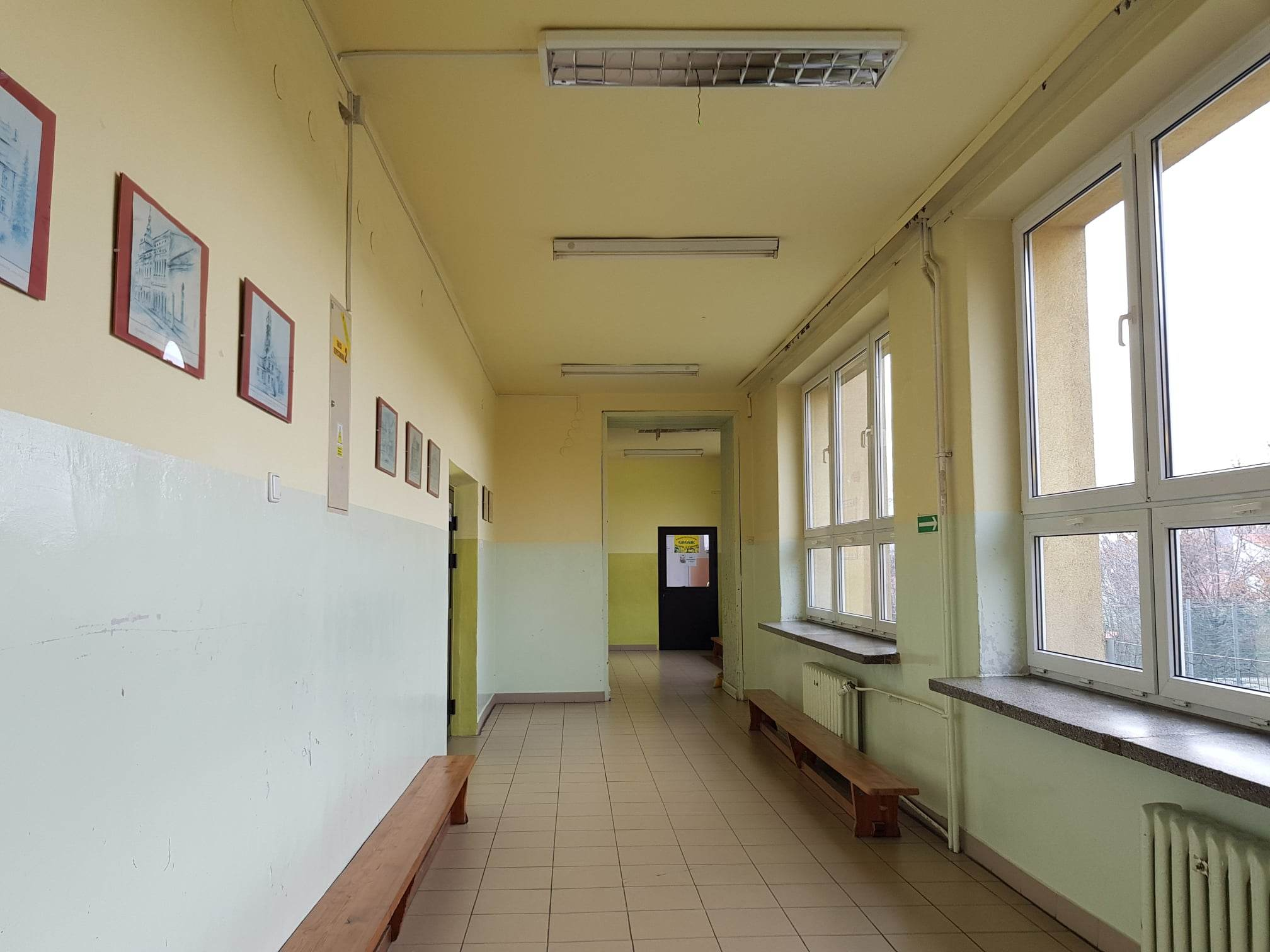
Parter szkoły
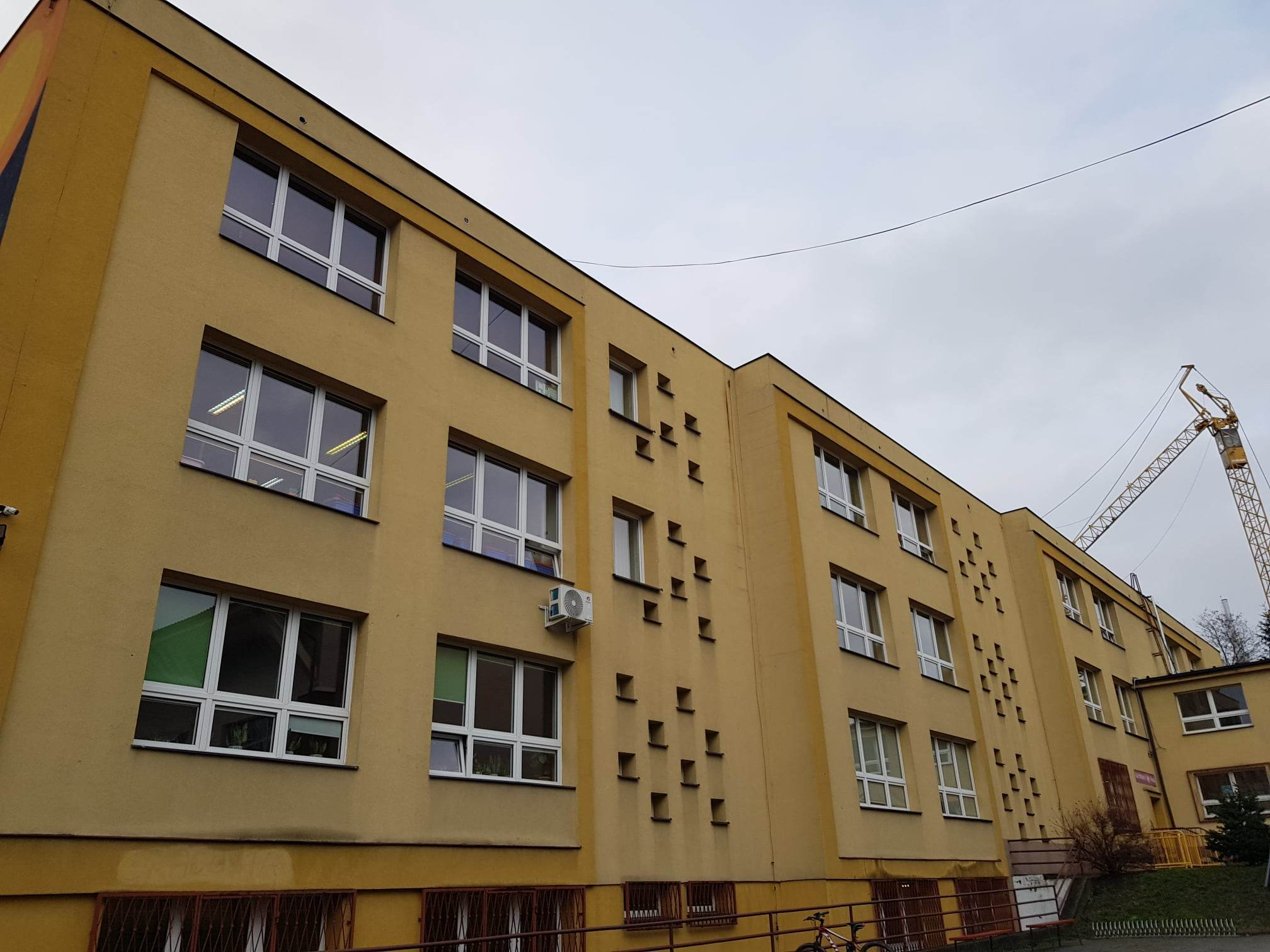
Szkoła w ciągu dnia
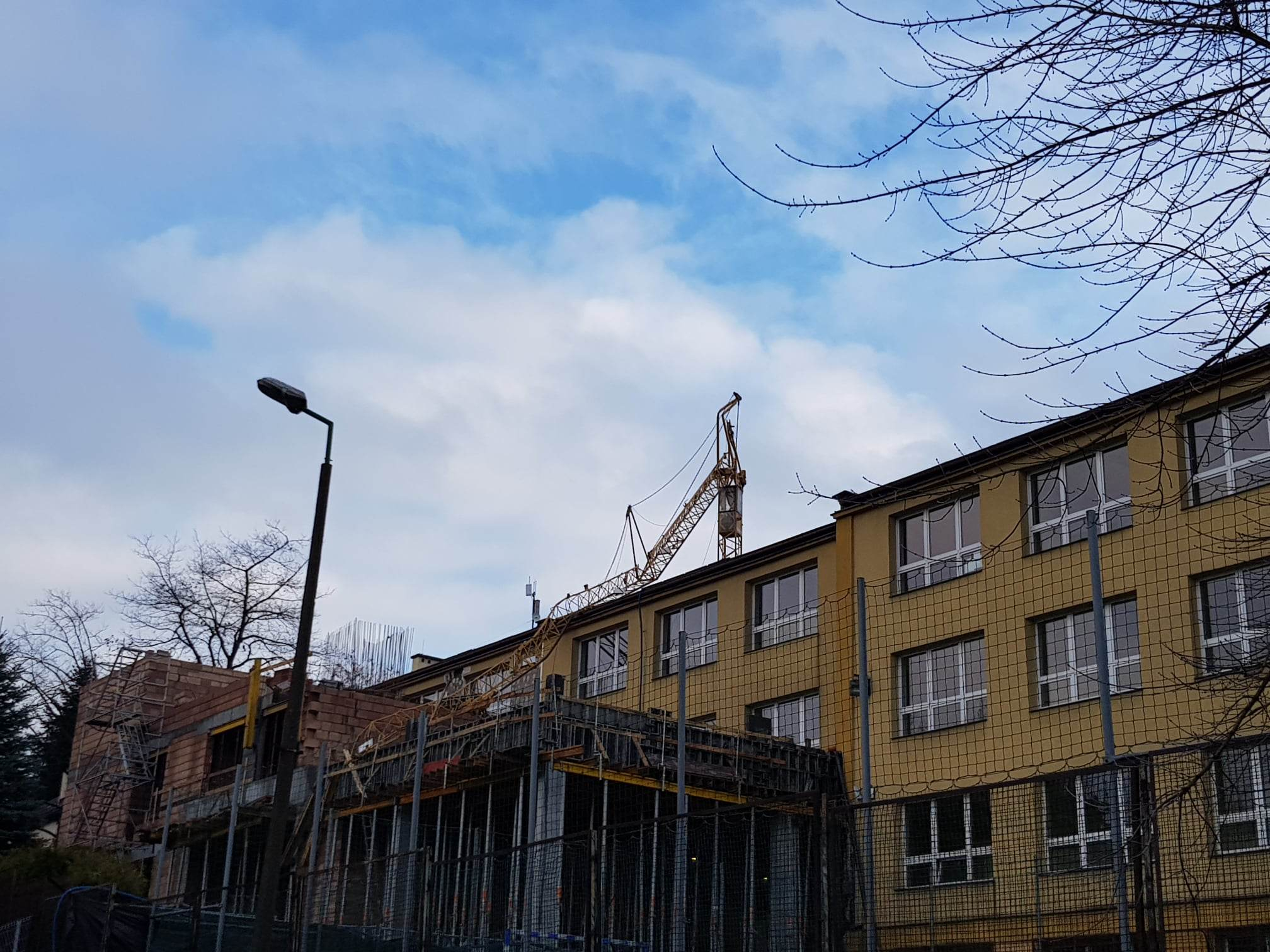
Żuraw obok szkoły po wypadku z 16 stycznia 2023